# إيدا كرافت
إيدا كرافت (بالإنجليزية: Ida Craft)‏ هي ناشطة حق المرأة بالتصويت ‏ وسفرجات أمريكية، (و. 1860 – 1947 م).